# Hugo Boucheron
Hugo Boucheron (født 30. maj 1993) er en fransk roer.
Han repræsenterede Frankrig under sommer-OL 2016 i Rio de Janeiro, hvor han blev nummer 6 i dobbeltsculler. 
Under sommer-OL 2020 i Tokyo, der blev afholdt i 2021, vandt han guld i dobbeltsculler.